# Um el-Jimal
Um el-Jimal est un village du nord de la Jordanie à une vingtaine de kilomètres à l'est de Mafraq dans la Subdivision de Mafraq. 

## Le site
Um el-Jimal se présente comme un rectangle approximatif de quatre cents mètres de côté d'un paysage lunaire. Elle est au confluent de deux oueds qui apportent leurs eaux depuis les pentes douces du Djebel el-Druze au nord du site.
Um el-Jimal est un des sites les mieux préservés parmi des douzaines de sites byzantins semblables dans un secteur s'étendant tout au long de la frontière syro-jordanienne. Bien que la région ait été visitée, peu de sites proches d'Um el-Jimal ont fait l'objet d'un examen archéologique minutieux et la plupart sont hors de portée à cause du repeuplement et de la mise en exploitation agricole. Le site d'Um el-Quttayn est l'exception : un examen détaillé du sol a commencé en 1985 et a été repris récemment. Ainsi le travail à Um el-Jimal doit remplacer ce qui aurait pu être fait sur une région beaucoup plus grande et sert de lien avec des projets se concentrant sur des sites particuliers sur le périmètre du Hauran méridional : Bosra, le secteur du Hauran septentrional, Deir el-Kahf, Hammam d'Es-Sarakh, Qasr al Hallabat, Khirbet es-Samra, Mafraq et Rihab.
Le site d'Um el-Jimal est le plus représentatif de la civilisation rurale de l'antiquité tardive (IVe au IXe siècle) à l'est de la Méditerranée. Le village nabatéen et romain voisin, bien que totalement ruiné, est lui aussi important car il est la seule preuve archéologique d'une structure villageoise en Jordanie ayant existé au cours des deux siècles qui ont précédé la révolte de Palmyre. Dans d'autres sites les couches correspondant à la période de la « Pax Romana » sont souvent endommagées par les couches ultérieures. À Um el-Jimal on ne trouve qu'une seule couche d'occupation continue particulièrement intéressante pour reconstituer l'histoire de la région depuis la conquête romaine jusqu'au début de l'empire byzantin. Les inscriptions indiquent qu'on pratiquait deux langues, le nabatéen et le grec.

## Histoire
Um el-Jimal a été occupé dès le Ier siècle et de manière continue jusqu'au VIIe siècle. Cette occupation se divise en trois périodes distinctes.

### Période nabatéenne et romaine
Trajan fait construire une nouvelle route de Bosra à Philadelphia (Amman) passant un peu à l'ouest du site, La « Via Nova Traiana » (112-114). Aux IIe et IIIe siècles Um el-Jimal est un village rural qui bénéficie de l'apport de populations nabatéennes en voie de sédentarisation. Dès le IIe siècle, l'empereur Commode dote le village d'un mur et d'une porte. Au milieu du IIIe siècle, le site est détruit peut-être à la suite de la révolte de la reine Zénobie de Palmyre vaincue par Aurélien, comme une vengeance des Palmyréniens contre des alliés de leur adversaire. Sa prospérité débute avec son incorporation dans la province romaine d'Arabie. Jusqu'à la fin des Sévères le village semble prospère et compte de deux à trois mille habitants.

### Période romaine tardive
À la suite des réformes de l'empire par Dioclétien, Um el-Jimal devient un poste militaire sur la frontière de la province d'Arabie. Sous son règne et celui de Constantin on renforce le système de défense du village (fin du IVe et Ve siècles). Il s'ensuit la construction de vastes citernes et du prétoire. Um el-Jimal devient une ville avec sa forteresse sur le mur oriental. Il faut s'imaginer la ville avec la porte de Commode, mais sans les casernes, les maisons encore debout et les églises.

### Période byzantine et omeyyade
Les problèmes de sécurité militaire renforcent le peuplement du site d'Um el-Jimal. La ville devient un centre de commerce rural. Pendant la période du Ve au VIIIe siècle la cité perd peu à peu de son caractère militaire. Cela résulte d'un échec dans le système de défense des frontières imaginé par Dioclétien. Il était coûteux et provoquait un appauvrissement de la population. Son abandon progressif permet à cette région frontalière de devenir prospère grâce au commerce. Les chrétiens construisent quinze églises dans la ville au cours des Ve et VIe siècles.
La peste et un fort tremblement de terre en 748 provoquent la destruction et l'abandon du site.

## Histoire récente
Le site, resté inoccupé depuis le VIIIe siècle, a été repeuplé au XXe siècle par une communauté Druze qui a réutilisé les constructions byzantines avant d'abandonner à nouveau le site pour construire un village aux environs, en 1950.
Le site est inscrit sur la liste du patrimoine mondial par l'UNESCO en juillet 2024.